# تمريض الصحة النفسية والعقلية
تمريض الصحة النفسية والعقلية (بالإنجليزية: Psychiatric and mental health nursing)‏، هي مجموعة الخدمات التمريضية التي يقدمها الممرض للمريض النفسي، والتي تفيده وتساعده على حسن التوافق مع نفسه وبيئته مع الاهتمام الجيد باحتياجاته الجسمية والنفسية والاجتماعية بهدف جعله يتقبل نفسه ويتقبل الآخرين من حوله. لهذا فإن التمريض النفسي أشد صعوبة من التمريض العادي لأنه يتطلب الكثير من جهد الممرض ووقته، يتلقى الممرضون في هذا المجال تدريبا خاصا في العلاج النفسي، وبناء تحالف علاجي، والتعامل مع السلوكات الصعبة، وإدارة الأدوية النفسية. يجب أن يكون ممرض الطب النفسي قد حصل على درجة البكالوريوس في التمريض ليصبح ممرضا مسجلا ومتخصصا في الصحة النفسية.

## المرض النفسي
جاء في التقرير السنوي لجمعية الطب العقلي الصادر عام 1952م أن الأمراض النفسية هي عبارة عن مجموعة الانحرافات التي لا تنجم عن اختلال بدني أو عضوي أو تلف في تركيب المخ، ولكنها تأخذ مظاهر متنوعة من أهمها التوتر النفسي، الكآبة، القلق الوسواس القهري، الجنون، الهستيريا والشعور بوهن العزيمة. ومن الممكن القول أن المرض النفسي هو عبارة عن متلازمة سلوكية ونفسية تشمل مجموعة من الأعراض كالشعور بالمعاناة أو حدوث إعاقة. وهذه المتلازمة غير متوافقة مع البيئة والمجتمع وهي بالتأكيد ناتجة عن خلل وظيفي كما أنها ليست صراعا بين الفرد والمجتمع لخلاف في الرأي على قضية ما، بل هي صراع يتصدره الفرد بسلوكه غير المقبول اجتماعيا لأن الأفراد لم يألفوه بل يرونه خارجا على قيمهم التي اتفقوا عليها.

## أهداف التمريض النفسي
1. الارتقاء بالصحة النفسية وفعاليات الفرد السليمة نحو الأمثل والأكمل وكذلك الحال بالنسبة للجماعة والمجتمع العام.
2. الوقاية من الأمراض النفسية وتقليل حدوثها.
3. تقصير فترة المرض النفسي بتقديم العلاج المناسب، وبالتالي تقليل فترة مكوث المريض في المستشفى.
4. متابعة المرضى وتأهيلهم بعد تخريجهم من المستشفى للتأكد من سير الشفاء وعدم النكس. وكثيراً ما تواجه الممرضة في المستشفيات العامة مرضى ذوي ضلالات وهلاوس وأوهام لم يرَوْها من قبل، فعليها أن تتقن حسن التصرف معهم. ولا يمكن أنْ يتم ذلك ما لم تكن ذات خلفية علمية تمريضية عملية لمواجهة مثل هذه الحالات.

## التقييم
مصطلح الصحة النفسية يشمل الكثير عن شخص واحد، بما في ذلك كيف يشعر، وكيف يتصرف، وكيف يعمل بشكل جيد، هذه الجوانب من من شخصنا لا يمكن قياسها أو الإبلاغ عنها بسهولة ولكن من الممكن الحصول على صورة عالمية من خلال جمع المعلومات الموضوعية في صحة الشخص العقلية الحقيقية، عند تحديد التدخلات الصحية العقلية والتخطيط الصحي، وهنا بعض الأسئلة بشكل عام تم جمعها من جمعية الصحة العقلية في جنوب بنسلفانيا:
هل المريض ينام ساعات كافية على دورة النوم العادية؟
هل يعاني المريض من نقص في التواصل مع الآخرين؟
هل المريض يأكل ويحافظ على حالة غذائية كافية؟
هل القدرة على أداء أنشطة الحياة اليومية الحالية (الاستحمام، خلع الملابس، تواليت النفس واحدة)؟
هل يمكن للمريض المساهمة في المجتمع والحفاظ على العمل؟
هل القدرة على التفكير موجودة؟
هل السلامة مشكلة متكررة؟
هل يقوم المريض في كثير من الأحيان باتخاذ القرارات دون اعتبار لسلامته أو سلامة الآخرين؟
هل يظهر المريض صعوبة في الذاكرة أو الاعتراف؟

## التدخلات
يمكن تقسيم تدخلات التمريض كما يلي:

## الدواء النفسي
ويشكل الدواء النفسي استخداما شائعا ويشارك العديد من ممرضات الصحة العقلية النفسية في إدارة الأدوية، سواء عن طريق الفم (على سبيل المثال، قرص أو سائل) أو عن طريق الحقن العضلي.

## العلاج بالتخليج الكهربائي
ويشارك الممرضون في مجال الصحة العقلية والنفسية أيضا في إدارة علاج العلاج الكهربائي، والمساعدة في التحضير والشفاء من العلاج، الذي ينطوي على التخدير. ويستخدم هذا العلاج فقط في نسبة ضئيلة من الحالات وفقط بعد أن تم استنفاد جميع العلاجات الممكنة الأخرى يجب أن تكون موافقة المريض على تلقي العلاج والدفاع عنها من قبل الممرضة.
ما يقرب من 85٪ من العملاء الذين يتلقون العلاج بهذه الطريقة لديهم الاكتئاب الشديد، سواء كان ينظر في الاكتئاب الرئيسي أو الاضطراب الثنائي القطب، كدليل للاستخدام، والباقي لديهم مرض عقلي آخر مثل الاضطراب الفصامي، الهوس ثنائي القطب أو الفصام.

## الرعاية البدنية
تقديم الرعاية البدنية كاملة من نظافة شخصية وتغذية ونوم، وما إلى ذلك والاهتمام الكامل لتأهيلهم من جديد.

### التدخلات النفسية الاجتماعية
يتم تقديم التدخلات النفسية والاجتماعية بشكل متزايد من قبل الممرضات في بيئات الصحة النفسية وتشمل التدخلات العلاج النفسي مثل العلاج السلوكي المعرفي والعلاج الأسري والتدخلات الأقل شيوعا الأخرى مثل العلاج في الوسط أو النهج الديناميكية النفسية، ويمكن تطبيق هذه التدخلات على مجموعة واسعة من المشاكل بما في ذلك الذهان والاكتئاب والقلق.

### التدخلات الروحية
وأساس هذا النهج هو النظر إلى المرض العقلي أو الضيق من وجهة نظر أزمة روحية، وتركز التدخلات الروحية على تطوير الشعور بالمعنى والغرض والأمل للشخص في تجربتهم الحياة الحالية. وتشمل التدخلات الروحية الاستماع إلى قصة الشخص وتسهيل الشخص للاتصال بالله، قوة أكبر، ربما باستخدام التأمل أو الصلاة قد تكون هذه تجربة دينية أو غير دينية اعتمادا على روحانية الفرد وتدخل التدخلات الروحية، إلى جانب التدخلات النفسية والاجتماعية، على أهمية المشاركة، إلا أن التدخلات الروحية تركز بشكل أكبر على العناية و «التعامل مع» الشخص خلال فترة الأزمات، بدلا من التدخل ومحاولة «حل» المشكلة. تميل التدخلات الروحية إلى أن تستند إلى البحث النوعي وتقاسم بعض أوجه التشابه مع النهج الإنساني للعلاج النفسي.

### الاتصال العلاجي
يهدف الاتصال في التمريض النفسي من خلال التفاعل بين الممرض والمريض إلى الحصول على المعلومات والأفكار والرموز والمعاني ومن ثم تحليلها وتفسيرها والاستجابة اليها بما يحقق للمريض استعادة صحته النفسية.

## جوانب العلاقة العلاجية للتمريض النفسي

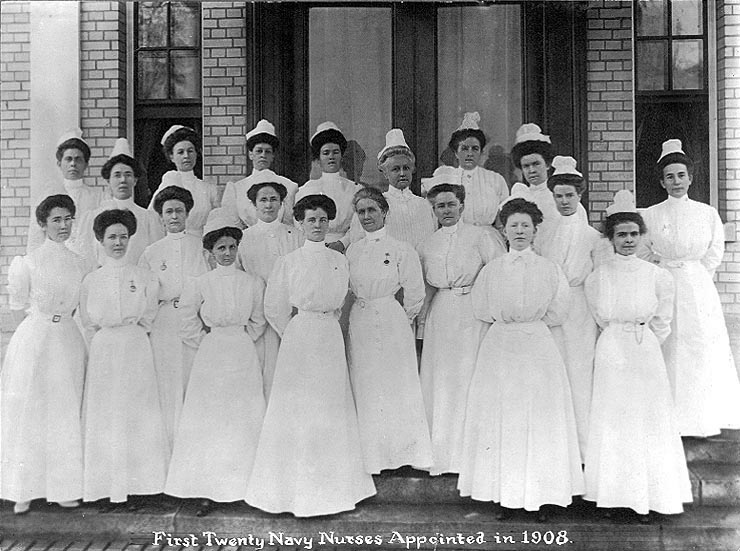
في سنة 1913، كانت جامعة جونز هوبكينز أول جامعة تمريض في الولايات المتحدة الأمريكية تقدم التمريض النفسي ضمن المناهج التعليمية.

في عام 1913، كانت جامعة جونز هوبكنز أول كلية للتمريض في الولايات المتحدة لتقديم التمريض النفسي كجزء من منهجها العام. أهم واجب ممرضة الطب النفسي هو الحفاظ على علاقة علاجية إيجابية مع المرضى في الإعداد السريري. إن العناصر الأساسية لرعاية الصحة النفسية تدور حول العلاقات الشخصية والتفاعلات التي تنشأ بين المهنيين والعملاء. رعاية الأشخاص المصابين بأمراض عقلية تتطلب تواجد مكثف ورغبة قوية في أن تكون داعمة. يؤكد دزيوبا وأهيرن أن هناك تسعة جوانب أساسية للصحة العقلية في مجال التمريض النفسي: الفهم والتعاطف، والفردية، وتقديم الدعم، ووجودها / وجودها، وكونها «حقيقية»، وتعزيز المساواة، وإظهار الاحترام، وإظهار حدود واضحة، والتظاهر الوعي الذاتي للمريض.

### الفهم والتعاطف
فهم والتعاطف من قبل الممرضات يعزز التوازن النفسي الإيجابي للمرضى. فهو مهم لأنه يوفر للمرضى شعور من الأهمية وينبغي تشجيع التعبير عن الأفكار والمشاعر دون اللوم أو الحكم أو التقليل.
الشعور بأهمية كبيرة بالنسبة لحياة الناس الذين يعيشون في مجتمع منظم، الذين غالبا ما يصمون المرضى عقليا بسبب اضطرابهم إن تمكين المرضى الذين يعانون من مشاعر ذات أهمية سيجعلهم أقرب إلى الحياة الطبيعية التي كانت لديهم قبل ظهور اضطرابهم. عندما تعرضوا لهجمات شخصية شرسة، احتفظت الممرضة النفسية والرغبة والقدرة على فهم المريض. القدرة على التعاطف بسرعة مع الحالات المؤسفة يثبت الأساسية. مطلوب أيضا المشاركة عندما يتوقع المرضى من الموظفين التمريضي أن يفهموا حتى عندما يكونون غير قادرين على التعبير عن احتياجاتهم شفهيا. [ عندما يكسب ممرضة نفسية فهم المريض، فإن فرص تحسين العلاج بشكل عام يزيد بشكل كبير.

### الرعاية الفردية
تصبح الرعاية الفردية مهمة عندما يحتاج الممرضات إلى التعرف على المريض. ولتأمين هذه المعرفة، يجب على الممرضة النفسية أن ترى المرضى كأفراد لديهم حياة تتجاوز مرضهم العقلي. إن النظر إلى الأشخاص كأفراد لديهم حياة تتجاوز مرضهم العقلي أمر حتمي في جعل المرضى يشعرون بالقدرات والاحترام من أجل قبول المريض كفرد، يجب أن لا يتم التحكم في ممرضة الطب النفسي بقيمه الخاصة، قبل فهم مرضى الصحة النفسية يتم تلبية الاحتياجات الفردية.

### تقديم الدعم
العلاقات العلاجية الناجحة بين الممرضات والمرضى بحاجة إلى دعم إيجابي. وتشمل الطرق المختلفة لتقديم الدعم للمرضى العديد من الاستجابات الفعالة الأنشطة الصغيرة مثل التسوق، وقراءة الصحيفة معا، أو تناول الغداء / العشاء استراحة مع المرضى يمكن أن تحسن نوعية الدعم المقدم. ويمكن أيضا استخدام الدعم المادي.

### تعزيز المساواة
من أجل إقامة علاقة علاجية ناجحة لتشكيل، يجب تأسيس التبعية المشتركة المفيدة بين الممرضة والمريض. وجهة نظر
يتم تأسيس تفاعلات متساوية عندما يتكلم الممرضون النفسيون مع المرضى واحد على واحد. المشاركة في الأنشطة التي لا تجعل شخص واحد أكثر المهيمنة على الآخر، مثل الحديث عن المصلحة المتبادلة أو تناول الغداء معا تعزيز مستويات المساواة المشتركة بين المهنيين والمرضى. وهذا يمكن أن يخلق أيضا «الوهم المفضل»؛ وإعطاء خيارات المريض، حتى لو كانت محدودة أو محصورة داخل الهيكل.

### إظهار الاحترام
لتطوير علاقة علاجية نوعية الممرضات النفسية / الصحة العقلية تحتاج إلى جعل المرضى يشعرون بالاحترام والمهم قبول أخطاء المريض والمشاكل أمر حيوي لنقل الاحترام؛ مما يساعد المريض على رؤية أنفسهم جديرا بالاهتمام.

### إظهار حدود واضحة
الحدود ضرورية لحماية كل من المريض والممرضة النفسية / الصحة النفسية والحفاظ على علاقة علاجية وظيفية، الحد من الإعداد يساعد على حماية المريض من سلوك محرج وغرس المريض مع مشاعر السلامة والاحتواء. كما أن وضع الحد يحمي ممرضة الصحة النفسية / الصحة العقلية من "الإرهاق والحفاظ على الاستقرار الشخصي، وبالتالي تعزيز علاقة الجودة.

### إظهار الوعي الذاتي
كلما زاد الوعي الذاتي، ازدادت المعرفة حول كيفية التعامل مع التفاعلات مع المرضى العلاقات الشخصية هي المهارات اللازمة لتشكيل العلاقات مع المرضى تم الحصول عليها من خلال التعلم عن الذات.

## تنظيم الرعاية الصحية النفسية
يعمل ممرضو الصحة العقلية النفسية في مجموعة متنوعة من المستشفيات والمجتمعات المحلية. عادة ما يحتاج الناس إلى دخول المستشفى، طوعا أو إرادتهم إذا كانوا يعانون من أزمة - وهذا يعني أنهم يشكلون خطرا على أنفسهم أو الآخرين بطريقة مباشرة. ومع ذلك، قد يحصل الناس على القبول لفترة مركزة من العلاج أو لراحة. وعلى الرغم من التغيرات في سياسة الصحة العقلية في العديد من البلدان التي أغلقت المستشفيات النفسية، فإن العديد من الممرضين يواصلون العمل في المستشفيات على الرغم من أن طول مدة البقاء قد انخفض بشكل ملحوظ.
المجتمع الممرضات الذين يتخصصون في الصحة النفسية العمل مع الناس في منازلهم (إدارة الحالات)، وغالبا ما التأكيد على العمل على تعزيز الصحة العقلية. ويعمل ممرضو الصحة العقلية النفسانيون أيضا في أماكن إعادة التأهيل حيث يتعافى الناس من حلقة الأزمات وحيث يكون الهدف هو الإدماج الاجتماعي والعودة إلى العيش المستقل في المجتمع. ويشار إلى هؤلاء الممرضات أحيانا بممرضات الطب النفسي المجتمعي (تم الإبقاء على المصطلح النفسي، ولكن يتم استبداله تدريجيا بلقب «ممرضة الصحة العقلية المجتمعية» أو كمهن).
كما يعمل ممرضو الصحة العقلية النفسية في الطب النفسي الشرعي مع الأشخاص الذين يعانون من مشاكل في الصحة العقلية وارتكبوا جرائم. ويعمل ممرضو الطب النفسي في مجال الطب الشرعي في سجون البالغين، ومؤسسات الجناة الشباب، والمستشفيات الآمنة المتوسطة والمستشفيات الآمنة العالية. وبالإضافة إلى ذلك، يمارس ممرضو الصحة النفسية الطب الشرعي أشخاصا في المجتمع المحلي تم الإفراج عنهم من السجن أو المستشفى ويتطلبون الدعم المستمر لخدمات الصحة العقلية.
الناس في الفئات العمرية الأكبر سنا الذين هم أكثر عرضة للخرف تميل إلى أن تكون الرعاية بعيدا عن البالغين الأصغر سنا. الممرضات الأدميرال هي الممرضات الخرف المتخصصين، والعمل في المجتمع، مع الأسر ومقدمي الرعاية وأنصار المصابين بالخرف. تم إنشاء نموذج ممرضة الأميرال كنتيجة مباشرة لتجارب مقدمي الرعاية الأسرية. دور الممرضة الأدميرال هو العمل مع مقدمي الرعاية الأسرية كما التركيز الرئيسي، وتقديم المشورة العملية والدعم العاطفي والمعلومات والمهارات، وتقديم التعليم والتدريب في رعاية الخرف، وتقديم الاستشارات للمهنيين العاملين مع الأشخاص الذين يعانون من الخرف وتعزيز أفضل الممارسات في شخص-
وقد تتخصص الممرضات في مجال الصحة النفسية أيضا في مجالات مثل إعادة تأهيل المخدرات والكحول، أو الصحة العقلية للأطفال والمراهقين.